# Marc Savoy
Pour les articles homonymes, voir Savoy.
Marc Savoy, né le 1er octobre 1940 à Eunice en Louisiane, est un accordéoniste américain de musique cadienne. Il a fondé le groupe Savoy-Doucet Cajun Band avec Michael Doucet.

## Biographie

### Jeunesse
Marc Savoy découvre la musique durant son enfance, grâce notamment à son grand père et à ses cousins Landreneau. Durant les années 1950, il se fabrique un accordéon de fortune, avant que son père ne lui offre un instrument de marque Hohner. Savoy le démonte afin de mieux en comprendre le fonctionnement. Par la suite, il restaure un vieil instrument et commence à en réparer d'autres, que les gens des environs lui apportent. Il travaille dans l'atelier de menuiserie de l'un de ses cousins puis installe sa petite scie d'établi (table saw) dans la cuisine d'extérieur aménagée par son père derrière la maison familiale.
Savoy, qui a poursuivi ses études, obtient un baccalauréat universitaire ès sciences (BS degree) de génie chimique et a l'occasion de devenir ingénieur dans l'industrie chimique.

### Fabrication d'instruments
Ne voulant pas quitter la Louisiane, Savoy choisit d'ouvrir un magasin à Eunice, qu'il baptise Savoy Music Center. Depuis 1966, il y vend des instruments de musique et des disques de musique cadienne (également appelée cajun). Chaque semaine, il y organise des jam sessions rassemblant des musiciens locaux,.
Savoy se lance dans la fabrication d'accordéons et devient un artisan reconnu dont les instruments sont appréciés par les musiciens cadiens pour leur sonorité,, même s'ils sont plus coûteux que ceux fabriqués en Allemagne ou en Chine. Savoy utilise du bois d'érable et des bois exotiques, et préfère conserver l'aspect du bois naturel. Les accordéons fabriqués dans son atelier portent la marque Acadian. Savoy importe anches et soufflets d'Italie et repense l'intérieur de l'instrument. Dans les années 1990, une version de son accordéon diatonique est produite sous licence par une firme italienne. Savoy fabrique également des accordéons à deux ou trois rangées de boutons. Dans son atelier, Savoy a formé des apprentis devenus par la suite fabricants, comme Junior Martin.

### Carrière musicale

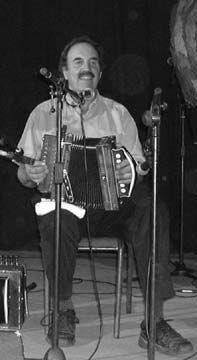
Marc Savoy.

En 1975, durant le National Folk Festival (en), Marc Savoy rencontre Ann Allen, sa future épouse, native de Virginie. Ils se marient l'année suivante et forment un trio, le Savoy-Doucet Cajun Band, avec le violoniste du groupe BeauSoleil, Michael Doucet,. Marc et Ann Savoy se produisent ensemble aux États-Unis et à l'étranger, et œuvrent pour la préservation de la culture cajun. Le couple a quatre enfants. Leur fille Sarah est chanteuse et musicienne. Elle a formé le groupe Sarah Savoy et les Francadians. Leurs deux garçons, Joel et Wilson, sont également musiciens,.
Marc Savoy joue régulièrement avec Robert Bertrand, Dennis McGee, Sady Courville (en), Rodney et Dewey Balfa, D.L. Menard, et Michael Doucet. Il a enregistré pour les labels Crazy Cajun, Swallow et Arhoolie.
En 1992, l'agence culturelle fédérale National Endowment for the Arts (Fonds national pour les arts) lui décerne un National Heritage Fellowship (en), prix récompensant les artistes qui œuvrent dans le domaine des arts populaires et traditionnels,.

## Discographie

### Marc Savoy

#### Albums
- 1976 : Under a Green Oak Tree (avec Dewey Balfa and D.L. Menard) (Arhoolie Records)
- 1981 : Oh What a Night (Arhoolie)
- 1998 : Made in Louisiana (Voyager)
- 2003 : The Savoy Family Band Cajun Album (Arhoolie)

### Savoy-Doucet Cajun Band

#### Albums
- 1983 : Home Music (K7, Arhoolie)
- 1987 : With Spirits (K7, Arhoolie)
- 1989 : Two-Step d'Amede (Arhoolie)
- 1992 : Home Music with Spirits (Arhoolie)

#### En concert
- 1994 : Live! At the Dance (Arhoolie)

#### Compilation
- 2002 : The Best of (Arhoolie)

### Savoy-Smith Cajun Band

#### Album
- 1996 : Now and Then (Arhoolie)

## Filmographie
Marc Savoy apparaît dans le film américain Sans retour (Southern Comfort) de Walter Hill, sorti en 1981.
Le documentaire Marc and Ann de Les Blank est diffusé sur le réseau de télévision public américain PBS en 1991,.